# 巴林堡
巴林堡（阿拉伯语：‎），葡萄牙殖民地时期称為葡萄牙堡（葡萄牙語：Qal'at al Portugal），是巴林的一个古代遗址，考古学发掘工作从1954年开始， 是一个典型的台形人工土墩遗址。土墩高12（39英尺），包括7层堆建而成，供予人类居住。人工土墩的建造自公元前2300年至18世纪，建造者包括加喜特人、葡萄牙人和波斯人。这里曾经是迪尔蒙文明的首都，联合国教科文组织于2005年将遗址及附近的港口、城区列入世界遗产名录。

## 历史

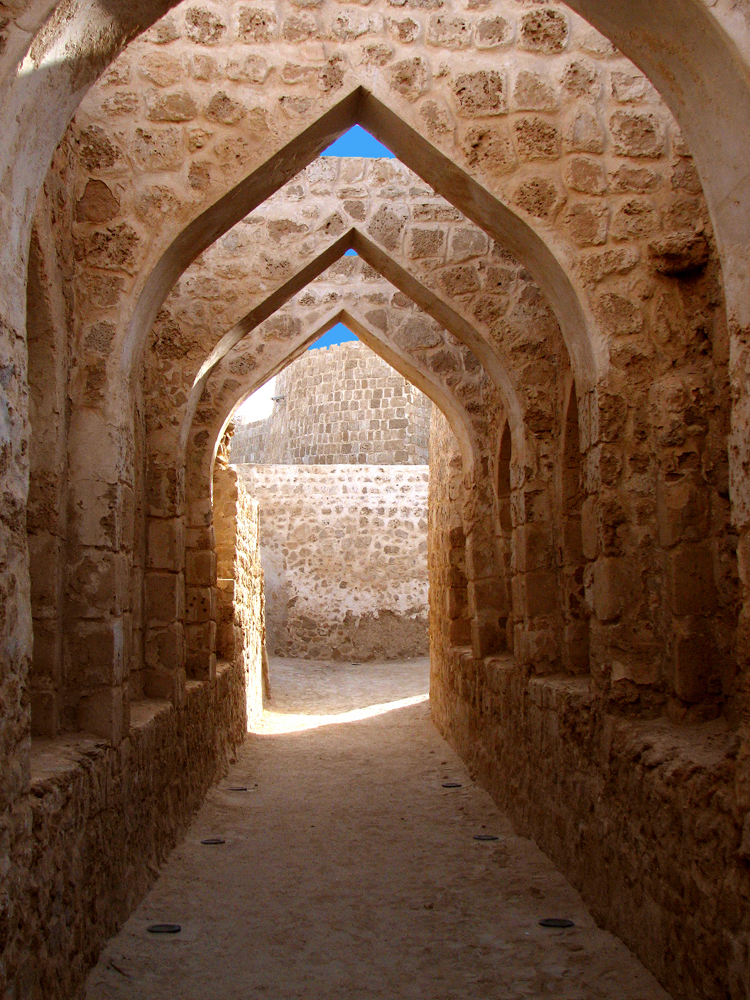
遗址的拱门路

通过考古学的发掘工作和出土文物研究，确立了关于古代国家的历史。这一地区被认为拥有5000多年的历史，是研究巴林地区铜器和青铜器时期的重要遗址。
巴林堡地区最早出现的建筑物大约建造于三千年前，地址选在巴林岛东北部的山峰附近。 目前巴林堡遗址所保存的建筑大约始建于6世纪。
遗址享有巴林“最重要的古代遗迹”称号。遗址最初的发掘工作是在1954年和1972年，由丹麦的一个考察队进行。之后的1977年，来自法国的考察队也进行了发掘工作。自1987年起，巴林本地的考古学家开始工作在遗址地区。考古学研究发现，遗址包含七种文明，而其中最早出现的文明，也是当地古代影响力最大的文明是由迪尔蒙帝国创造的迪尔蒙文明。同时丹麦的考察队发现，这里也保存了一个关于古希腊文化的遗址。

## 地理

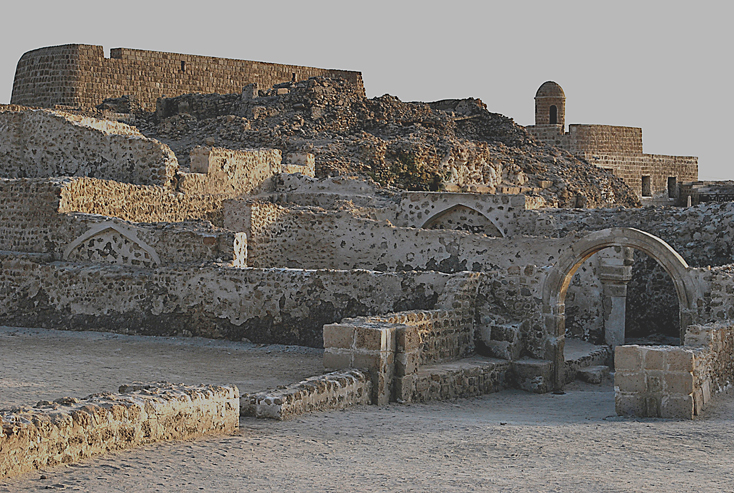
巴林堡全景

堡垒建造在巴林岛上的北部海岸，在晴朗的天气下，从萨尔可以看到。从地理角度看，巴林堡就像一个“哨兵”包围巴林首都麦纳麦。堡垒距麦纳麦约6 km（4 mi）。遗址所在地土壤比较肥沃，是海湾地区荒地垦拓工程下最大的耕地。  

## 设施

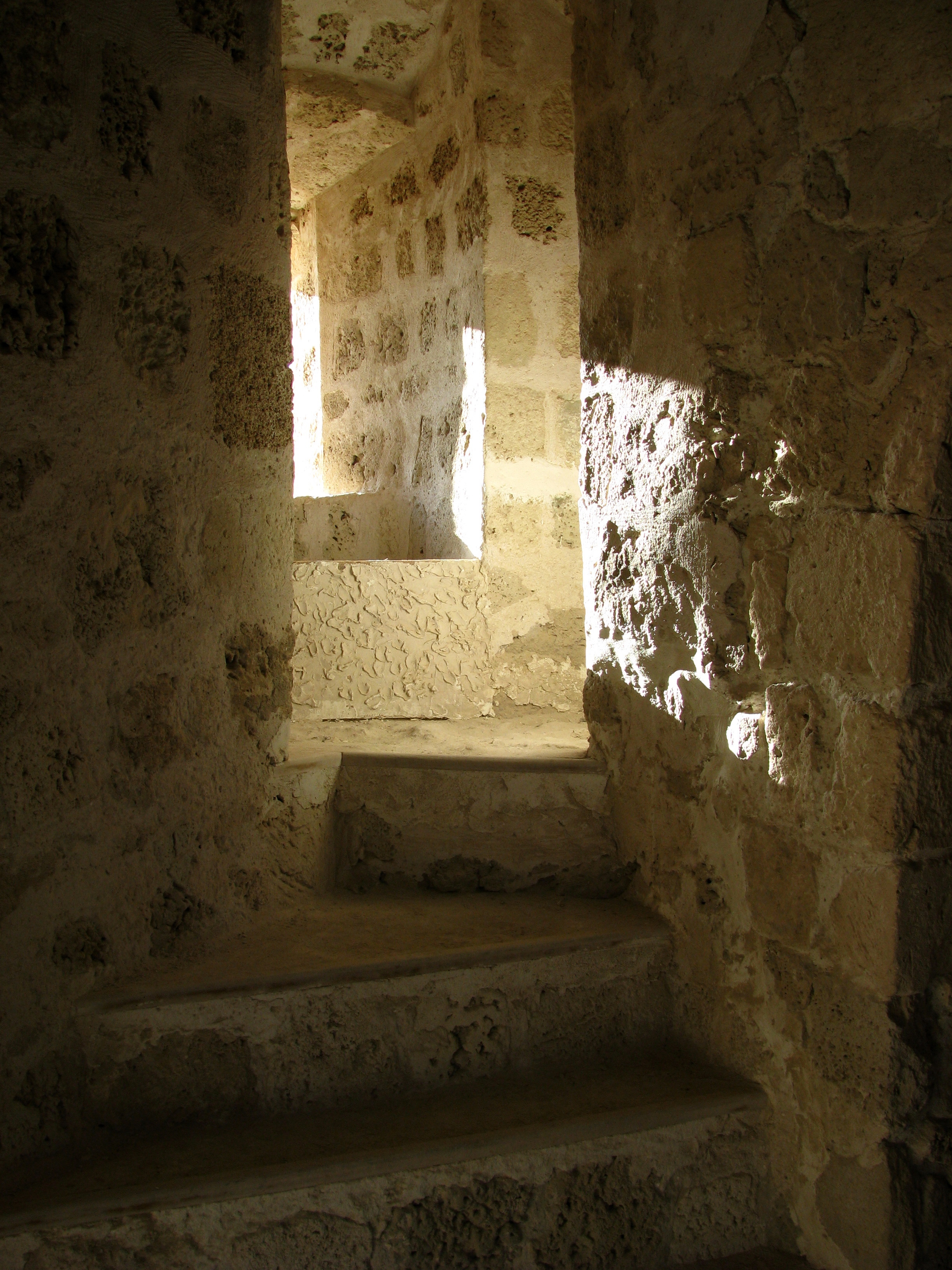
堡内楼梯

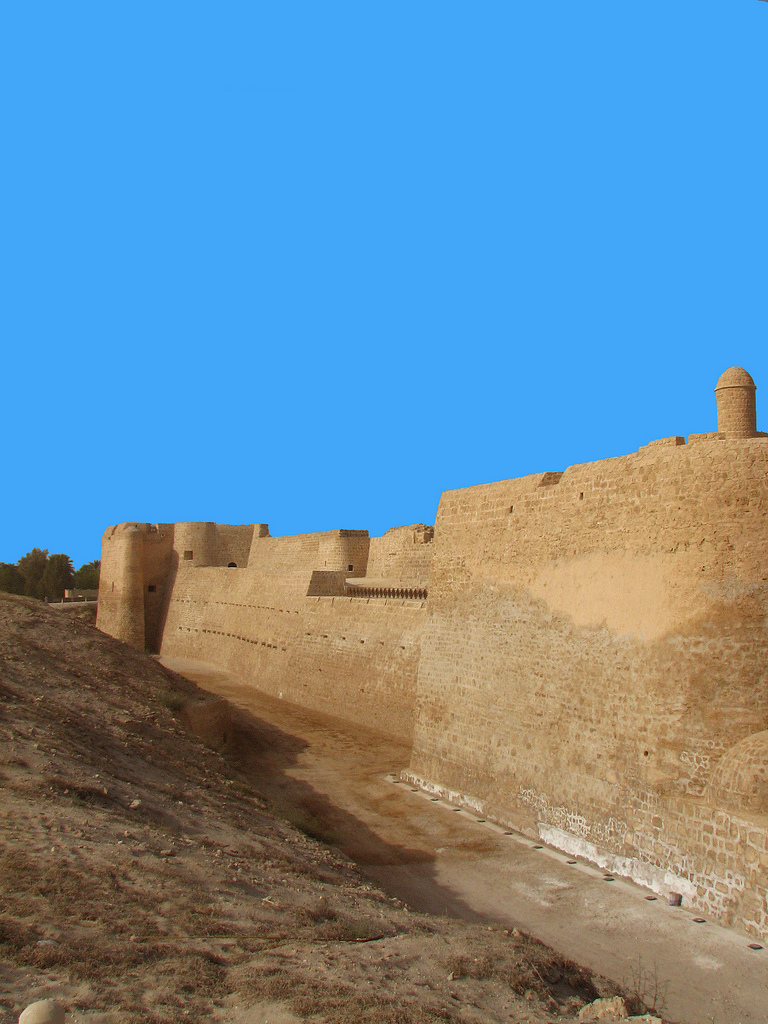
巴林堡外部

巴林堡有人工建造的连续许多层土墩。社会阶层生活地区面积180,000平方英尺（17,000平方），生活区包围着土墩的核心区 。遗址证明了这一地区从大约公元前2300年至16世纪期间有人类文明存在。遗址大约发掘了总面积的25%，已发掘区显示当地历史上存在有住宅、公共、商业、宗教和军事区，同时表明历史上巴林堡地区对外贸易是较为繁荣的。在高约12（39英尺）的土墩顶部，有一个突出的葡萄牙堡（Qal`at al-Burtughal），当地的“堡垒”一词也因此称为qal`a。作为迪尔蒙文明的首都，对当地文化影响最大的文明是迪尔蒙文明，同时也保留了大量的迪尔蒙文化。
遗址拥有多个区域和城墙，包括Saar墓、Al-Hajjar墓、卡赛人宫、Madimat Hermand墓、 Madimat Isa墓、Al-Maqsha墓、Uperi宫、Shakhura墓和北城墙。铜器时代，围绕街道和住房有两部分城墙。巴尔巴尔陶器出土于城墙中部的建筑群，年代大致和巴尔巴尔庙相同，但有一些出土陶器的年代更为久远，可以追溯到前3000年甚至更早。发掘出的铜器和象牙可以用来研究古代的对外贸易。许多物品在网上展出，如丹麦发掘出的“蛇碗”、 石棺、印章和镜子等。

## 布局
遗址发现一个聚落，是东阿拉伯时代唯一的聚落。通过遗址推断，在靠近绿洲发展农业的人种植棕榈树，饲养牛、绵羊、山羊并在阿拉伯海域捕鱼。聚落建造的房子以石头配以粘土或砂浆为材料，屋内宽敞，有抹上灰泥的地面。
堡垒的城墙目前只能在土墩的北侧、西侧和南侧，东部还没有挖掘。防御工事面积15公頃（1,614,587平方英尺），由砌石所筑的城墙厚度不一，城墙留有门，可供例如大篷车等的交通运输。西部城墙目前保存较为完好，长9（30英尺）。街道南北走向，有12（39英尺）宽。
约前1800年，当时的城镇逐渐衰落，并最终掩盖在沙漠中。

## 世界遗产
2005年，联合国教科文组织将巴林堡列为世界遗产，登录名称巴林堡考古遗址，2006年改为现名。该世界遗产被认为满足世界遺產登錄基準中的以下基準而予以登錄：
- （ii）在某期间或某种文化圈里对建筑、技术、纪念性艺术、城镇规划、景观设计之发展有巨大影响，促进人类价值的交流。
- （iii）呈现有关现存或者已经消失的文化传统、文明的独特或稀有之证据。
- （iv）关于呈现人类历史重要阶段的建筑类型，或者建筑及技术的组合，或者景观上的卓越典范。

## 拓展阅读
- Kervran, Monik; Hiebert, Fredrik Talmage; Rougeulle, Axelle. . Brepols. 2005  [2013-04-20]. ISBN 978-2-503-99107-8. （原始内容存档于2020-09-25）.